# Holmgrenia stricta
Holmgrenia stricta là một loài rêu trong họ Entodontaceae. Loài này được Lorentz Grout mô tả khoa học đầu tiên năm 1897.